# Muyomvyi
Muyomvyi är ett vattendrag i Burundi.   Det ligger i provinsen Bururi, i den sydvästra delen av landet, 80 km söder om huvudstaden Bujumbura.
Omgivningarna runt Muyomvyi är en mosaik av jordbruksmark och naturlig växtlighet. Runt Muyomvyi är det tätbefolkat, med 319 invånare per kvadratkilometer.